# Ammasso della Fenice
L'Ammasso della Fenice (o SPT-CL J2344-4243) è un ammasso di galassie nell'omonima costellazione, distante circa 5,7 miliardi di anni luce dalla Terra.
È un ammasso del tipo I secondo la classificazione di Bautz-Morgan ed uno dei più massicci ammassi conosciuti con una massa pari a 2 x 1015 masse solari, tra cui prevale la materia oscura e la materia intergalattica. 
Al momento è superato solo, e di poco, da ACT-CL J0102-4915 detto El Gordo.
L'ammasso della Fenice complessivamente è piuttosto vasto e si estende per 7,3 milioni di anni luce.
SPT-CL J2344-4243 è dominato da una galassia ellittica centrale (galassia cD) di enormi dimensioni, tanto che l'alone galattico si estende dal suo centro per 1,1 milioni di anni luce.
Particolarità di questa galassia è che, contrariamente a quanto si rileva in questo tipo di ammassi, è una galassia starburst con un tasso di formazione stellare estremamente elevato. Si calcola che si formino circa 740 nuove stelle all'anno, un fenomeno insolito in questo tipo di galassie, anche se sono note galassie remote come EQ J100054+023435 che presentano tassi anche maggiori.
Il Telescopio spaziale Chandra ha raccolto evidenze che l'ammasso è un potente produttore di raggi X e la velocità di raffreddamento del gas caldo nelle regioni centrali di SPT-CL J2344-4243 è la maggiore mai registrata. 
L'emissione di raggi X dal centro di SPT-CL J2344-4243 è così intensa che l'intero ammasso è il più "luminoso" mai osservato. Responsabile dell'emissione di raggi X è un buco nero supermassiccio di venti miliardi di masse solari al centro dell'ammasso, che producendo continui e potenti getti, immetterebbe energia nel sistema, rallentando così il processo di raffreddamento del gas, come peraltro riscontrabile altrove, ad esempio nell'ammasso di Perseo. Ma nel caso dell'ammasso della Fenice è stata rilevata una discontinuità nella produzione dei getti, permettendo al gas di raffreddarsi assai più velocemente, tanto da permettere un'attività di formazione stellare così intensa.
Questo processo non potrà durare a lungo e lo starburst potrebbe esaurirsi nell'arco di cento milioni di anni.

## Galleria d'immagini

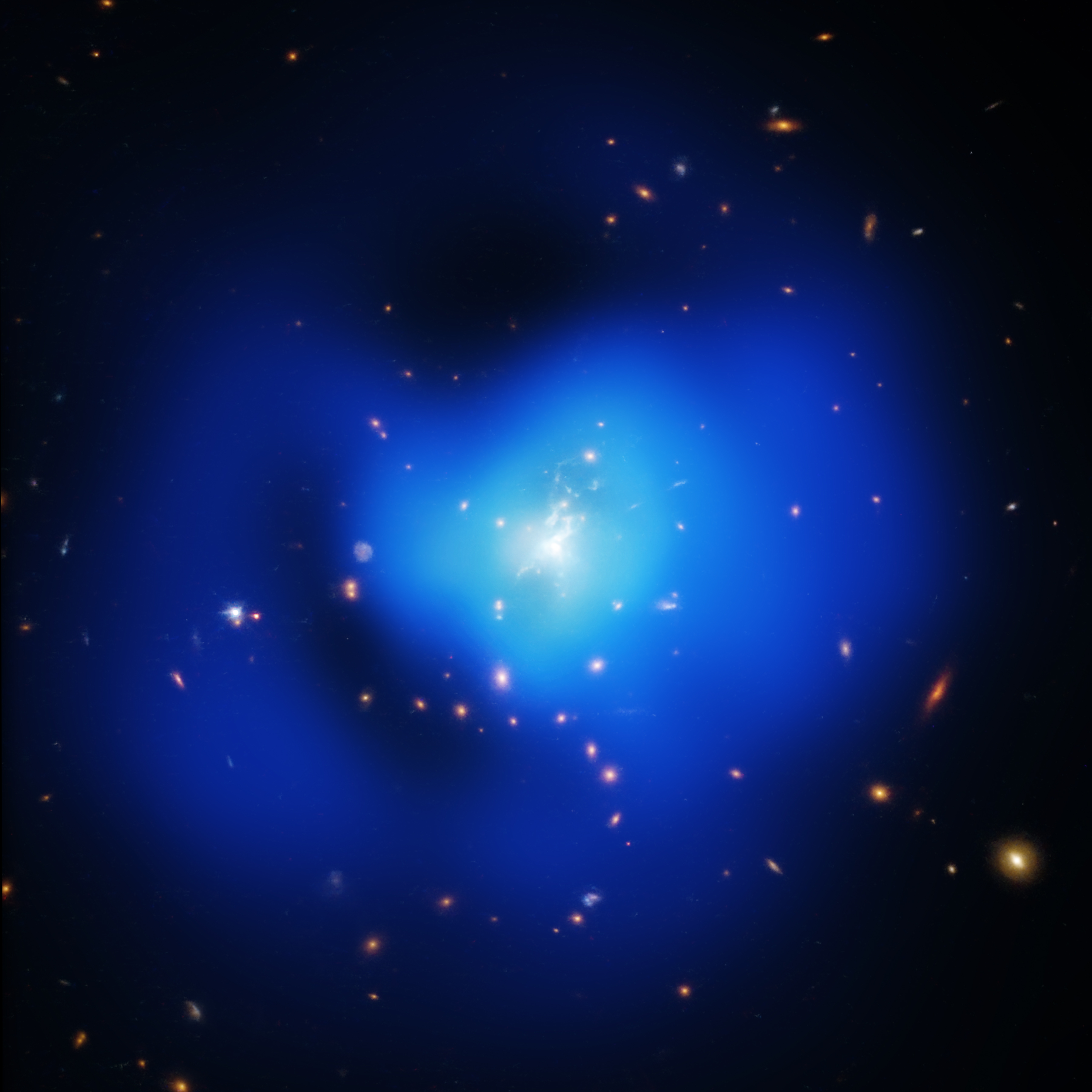
SPT-CL J2344–4243 (Ammasso della Fenice)  (Telescopio spaziale Chandra)
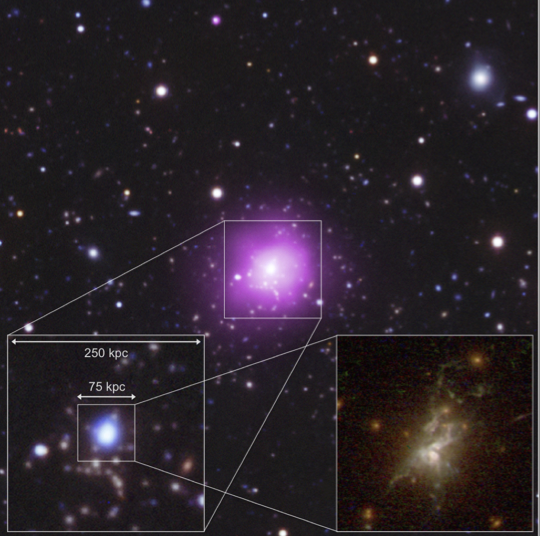
La galassia centrale dell'ammasso della Fenice.